# Agelena maracandensis
Agelena maracandensis là một loài nhện trong họ Agelenidae.
Loài này thuộc chi Agelena. Agelena maracandensis được Charitonov miêu tả năm 1946.